# Формула Мастър
Международната Формула Мастър е нов шампионат, създаден от Н Технолъджи и Евроспорт за да бъде поддържащо състезание в европейските стартове на Световния шампионат за туристически автомобили – WTCC. Цел на организаторите е да се предложи по-евтина алтернатива на Формула 3 с отлично отразяване по ТВ. През 2008 г. същите организатори, използвайки същия болид организират Формула Мастър Италия, като в бъдеще се проучва организирането на такъв шампионат в Азия и Океания.

## Болиди

### Шаси
Шасито е конструирано от организаторите Н Технолъджи, а производството е поето от Татус. Отговаря на правилата на ФИА за Ф3. Болидът тежи 560 kg. с пилота, шасито е от карбон, а скоростната кутия е Садев като скоростите се сменят с клавиши от волана, както е при Световните Серии на Рено и ГП2.
При конструирането специално внимание е обърнато на аеродинамиката на болида, тя позволява да не се губи прекомерно аеродинамично притискане когато се следва друг болид, вследствие на това състезанията във Формула Мастър са изключително интересни и непредсказуеми.

### Двигател
Двигателят трябва да отговаря на Супер 2000 правилата на ФИА, които се прилагат в WTCC и С2000 класа в рали шампионатите. По тези правила един двигател изкарва мощност от над 280 к.с., с над 50 к.с. повече от Ф3. За момента единствено Хонда чрез тунинг специалиста Мадер доставят двигатели за сериите. През първата година на шампионата има много проблеми с електрониката на двигателя от Магнети Марели, както и със скоростната кутия. През сезон 2008 г. тези проблеми се очаква да бъдат решени, а електрониката е отново Магнети Марели, но е заменена с тази, която се използва в ГП2 сериите.

### Гуми
Гумите са слик, който се предоставя задължително от Йокохама, официалния доставчик на гуми за сериите.

## Състезателен формат
Състезателният уикенд започва в петък когато има две 45-минутни тренировки, последвани от 30 минутна квалификация, която определя реда по който стартират пилотите за първото състезание. В събота първото състезание е от 75 km. Стартовата решетка за неделното състезание се определя от реда, по който пилотите са финиширали съботното състезание, като реда на първите 8 се обръща. Неделното състезание е от 100 km.

## Точкова система
Точковата система копира Ф1, като отборите могат да печелят точки само с първите си 2 класирани пилота.

## Скорост
Скоростта на новия болид на Формула Мастър е малко по-слаба от тази на Ф3. През първия сезон колата на Формула Мастър изоставаше с около 2 s. от Ф3 времената. През сезон 2008 и двете категории ще имат много подобрения и е трудно да се прогнозира каква ще е разликата.
Болидът има почти същия стил на управление като Ф3, единственото предимство е че пилотите свикват със смяната на скоростите от волана както във Ф1.

## Награди
Формула Мастър цели да привлече нови пилоти като предлага много апетитни награди за победителите. Първо 30 хил. евро е наградния фонд за всяко състезание, но по-интересното за пилотите са тестовете награди.
Шампиона получава тест с отбора на Хонда във Ф1.
Вицешампиона получава тест с отбора на Тридент Рейсинг в ГП2.
Шампиона при новаците ще получи тест с отбора на Чийвър Рейсинг в Инди Лайтс.
Завършилия трети в общото класиране получава тест с отбора на Н Технолъджи в WTCC.
Двамата най-добри съотборници получават тест с Чийвър Рейсинг на тяхната кола от Гранд-АМ Ролекс сериите.

## Участие
Няма ограничение за бройката на участващите отбори или пилоти, но интереса към шампионата е голям и заради това е създадена Формула Мастър Италия. Бюджетът, който е нужен на един пилот за да участва в Международната Формула Мастър, е около 450-500 хил. евро. Това я прави предпочитан вариант от много млади пилоти, които не могат да съберат бюджет за участие в топ отбор от Ф3. Показателен е факта, че в някой състезание стартираха до 36 болида.
През сезон 2008 г. в двата шампионата участва и българският пилот Владимир Арабаджиев за отбора на ДжеДи Моторспорт.